# Galeria fotografii systemu Windows
Galeria fotografii systemu Windows – oprogramowanie do zarządzania zdjęciami, tagowania zdjęć oraz narzędzia do edycji obrazów opracowane przez firmę Microsoft i dostępne we wszystkich wersjach systemu Windows Vista. Pokazy slajdów z gładkimi przejściami w różnym stylu są dostępne tylko w wersjach systemów Windows Vista Home Premium i Windows Vista Ultimate.
Ulepszona wersja Galerii wydana pod marką Windows Live znana jako Galeria fotografii usługi Windows Live, którą można zainstalować przy użyciu Instalatora Windows Live, zawiera nowe funkcje, takie jak histogram kolorów wyświetlanego obrazu, zdjęcia łączone panoramiczne, automatyczne tagowanie podczas importowania oraz możliwość udostępniania zdjęć, przesyłając je do Windows Live Spaces albo Flickr.
Galeria fotografii systemu Windows została usunięta z systemu Windows 7 i zastąpiona przeglądarką fotografii systemu Windows Windows Photo Viewer.

## Funkcje
Galeria fotografii systemu Windows umożliwia organizowanie cyfrowych zdjęć w albumy, poprzez dodawanie do zdjęć tytułów, ocen, podpisów i znaczników (tagów). Dostępny również jest tryb edycji, który pozwala na prostą edycję obrazu przez: dopasowanie naświetlenia, dopasowanie kolorów, przycinanie i redukcję efektu czerwonych oczu. Pozwala także drukować zdjęcia za pośrednictwem Kreatora drukowania fotografii.
Umożliwia też w pewnym zakresie tagowanie i zarządzanie plikami wideo, ale nie daje możliwości ich edycji. Integruje się z programem Windows DVD Maker, aby zapewnić zintegrowane funkcje nagrywania DVD. Galeria fotografii systemu Windows może być również wykorzystywana do importowania zdjęć i filmów z aparatów cyfrowych, skanerów i innych źródeł.

## Obsługiwane formaty
Galeria fotografii systemu Windows używa systemu Windows Imaging Component do przetwarzania obrazów, które są obsługiwane przez dowolne kodeki zawarte w funkcjach obsługi obrazów systemu operacyjnego i innych aplikacji, które używają WIC. Windows Vista dostarczana jest z kodekami popularnych formatów, takich jak BMP, JPG, PNG, TIFF i HD Photo.
Jednakże w Galerii nie jest obsługiwany format GIF (sposób obejścia problemu: zmiana w nazwie pliku rozszerzenia .gif na .jpg).
Poprzez WIC (Windows Imaging Component), który jest dołączony do systemu Windows Vista oraz dostępny dla systemu Windows XP, deweloperzy mogą zapewnić wsparcie dla dowolnego formatu obrazu na poziomie systemu operacyjnego. Niektórzy producenci kamer udostępniają kodeki WIC obsługujące pliki graficzne w formacie RAW w wersji zapisywanej przez sprzęt ich produkcji. Galeria fotografii systemu Windows wykrywa, kiedy kodek jest potrzebny, i zawiera linki do pobrania kodeka z odpowiednich lokalizacji. Jeśli są zainstalowane odpowiednie kodeki, można obejrzeć zdjęcia w formacie RAW, klikając je dwukrotnie. Jednakże Galeria fotografii systemu Windows nie będzie automatycznie kojarzona z formatem RAW lub innymi rozszerzeniami plików graficznych, dla których zostały zainstalowane kodeki. Ponadto dla obrazów w formacie RAW wyłączone są wspomniane wcześniej możliwości edycyjne. W listopadzie 2007 r. firmy Canon, Nikon, Sony, Olympus i Pentax opublikowały kodeki WIC. Komercyjne kodeki formatu DNG udostępniła również firma Ardfry Imaging.

## Tagowanie
Galeria fotografii systemu Windows używa pojęcia hierarchicznego tagowania (np. osoby/Jim, Miejsca/Paryż). Nie ma możliwości grupowania tagów w taki sam sposób, jak w oprogramowaniu Photoshop. Ponadto usunięcie znacznika z Galerii fotografii systemu Windows spowoduje także usunięcie go ze wszystkich zdjęć, gdzie był zastosowany.
Wspierany jest również  standard metadanych Extensible Metadata Adobe Systems Platform (XMP), następca wszechobecnego standardu Exif, który obsługują w tej chwili prawie wszystkie aparaty cyfrowe. Pozwala to na o wiele skuteczniejsze redagowanie danych, takich jak znaczniki, niż ma to miejsce w standardach Exif i IPTC. Jednak zmiany w danych EXIF w obrazach JPEG nie będą widoczne na zdjęciach, jeżeli są one przekazywane do systemu Windows XP. Na przykład tag Data, powróci do stanu pierwotnej informacji Exif, nawet jeśli w XMP z nim związanym zostały wprowadzone zmiany.